# Rännformig brosklav
Rännformig brosklav (Ramalina calicaris) är en lavart som först beskrevs av L., och fick sitt nu gällande namn av Elias Fries. Rännformig brosklav ingår i släktet Ramalina och familjen Ramalinaceae.  Arten är reproducerande i Sverige. Inga underarter finns listade i Catalogue of Life.
I den svenska databasen Dyntaxa används istället namnet Ramalina elegans för samma taxon.  Arten är reproducerande i Sverige.

## Källor

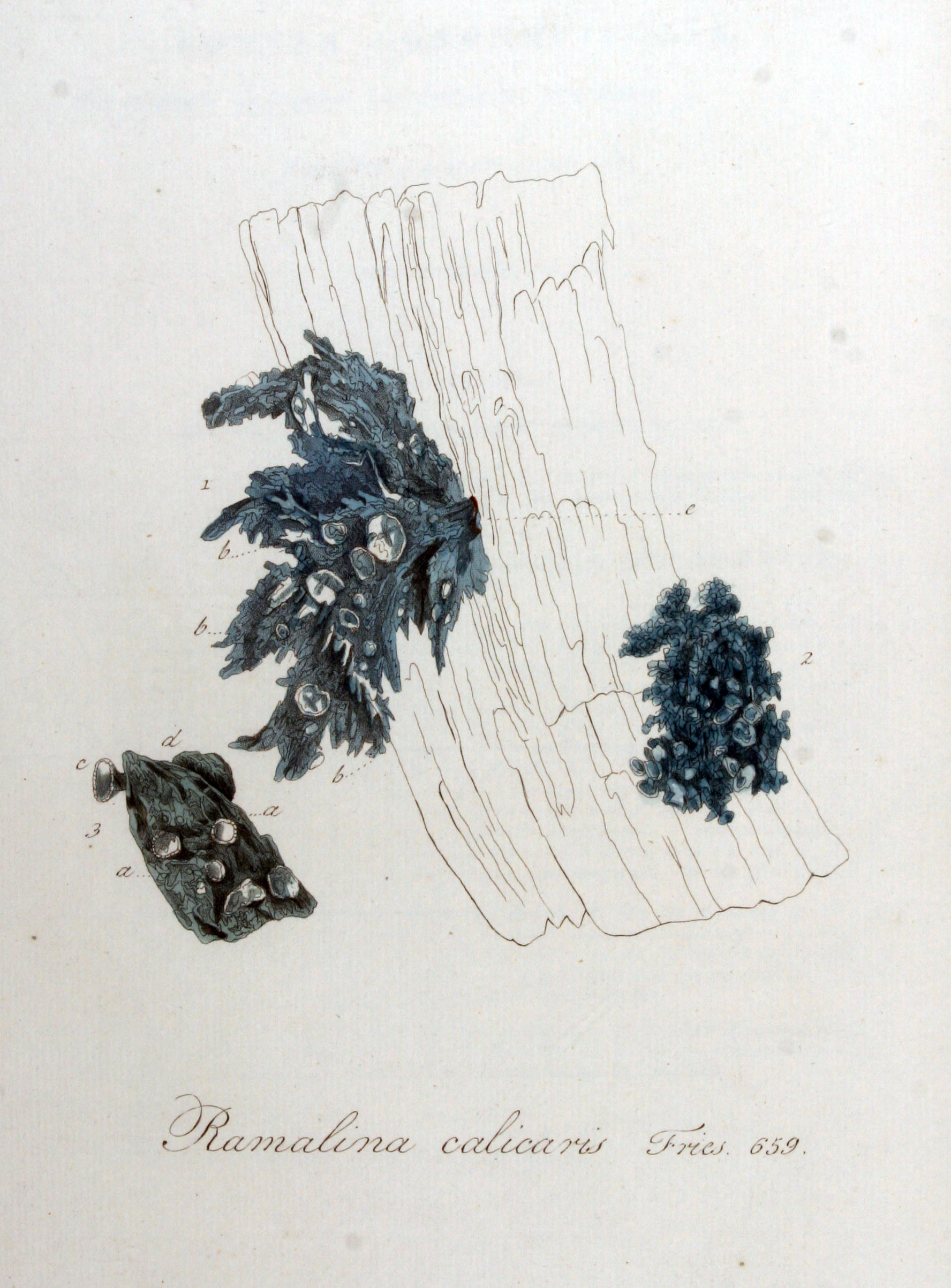